# Maria Elizabeth Rothmann
Maria Elizabeth Rothmann, née le 28 août 1875 à Swellendam et morte dans la même ville le 7 septembre 1975, est une écrivaine sud-africaine de langue afrikaans, connue également sous le pseudonyme de M.E.R.

## Biographie
Elle est née à Swellendam, dans la colonie du Cap. Elle est l'une des premières femmes sud-africaines à fréquenter une université.  À l'âge de 22 ans, elle commence à travailler comme enseignante, d'abord à Johannesbourg, puis à Grahamstown et enfin à Swellendam. Le 18 septembre 1902, à Grahamstown, elle épouse Herbert Charles Gordon Oakshott, directeur d'école. De ce mariage, deux enfants naissent, James Rothmann en 1903, et Anna en 1904. Le couple divorce en juillet 1911.
Elle commence à écrire en 1918 et utilise le pseudonyme MER. Elle livre à ses lecteurs une représentation sans fard des actions humaines. Elle s'engage aussi dans le journalisme, d'abord à Die Boerevrou, de 1920 à 1922 à Pretoria, puis à Die Burger, de 1922 à 1928, au Cap. Elle devient la première femme rédactrice en chef de ce dernier périodique. Elle refuse et ridiculise régulièrement la notion de sexe faible, répondant souvent dans les journaux à des remarques publiques destinées à blesser des femmes. En 1928, elle est nommée secrétaire organisatrice de l'Afrikaanse Christelike Vrouevereniging (le mouvement des femmes chrétiennes afrikaners) ou A.C.V.V.C.. Elle parcourt le pays à ce titre, en enquêtant sur la question des populations blanches pauvres,,.
En 1929, elle est cofondatrice du mouvement de jeunesse Voortrekkers.  D'une certaine manière, l'organisation Voortrekker représente une alternative en langue afrikaans au mouvement scout en grande partie anglophone. Elle est ensuite vice-présidente du Parti national de la province du Cap. Ce parti est alors l'expression politique du nationalisme afrikaner. En 1938, elle reçoit une bourse Carnegie qu'elle utilise pour visiter les États-Unis.
En 1953, elle se voit décerner le Prix Hertzog pour son œuvre en prose. C'est le prix le plus important pour un auteur d'expression afrikaans. Elle meurt, âgée de 100 ans depuis quelques jours, le 7 septembre 1975, dans sa maison à Swellendam.